# Caso Tabacalera
El Caso Tabacalera es un caso de corrupción en España en el que están involucrados el expresidente Ejecutivo de Telefónica S.A. César Alierta, su mujer y su sobrino.

## Historia
En 1997 Alierta, junto con su mujer Ana Cristina Placer y su sobrino Luis Javier Placer, ganó 1,86 millones de euros con la compra de acciones de la compañía estatal de tabaco Tabacalera y la pseudoventa de una empresa. Se sospechó que Alierta había hecho uso de información confidencial, ya que habían comprado las acciones poco antes de que Tabacalera (que tras la privatización y fusión con Seita en 1999 pasó a llamarse Altadis) comprara la compañía de tabacos norteamericana Havatampa, lo que elevó el valor de las acciones.
En el centro de la investigación estaba la empresa de inversiones Creaciones Baluarte, fundada por Alierta y su mujer. Tras un mes, la empresa fue vendida a su sobrino Luis Javier Placer, que en la época era un pequeño analista en Salomon Bros. en Londres y que por lo tanto financieramente apenas estaba en la posición de comprar Creaciones Baluarte. Alierta negó las acusaciones.

## Instancias
El caso Tabacalera empieza el 22 de noviembre de 2002, a raíz de una querella presentada por la Asociación de Consumidores y Usuarios de Servicios Generales de Banca y Bolsa (AUGE) contra Alierta, su mujer y su sobrino por el uso de información privilegiada o insider trading y prevaricación. La querella no se admitió hasta junio de 2003. Como los hechos denunciados habían ocurrido el 27 de febrero de 1998 y los imputados no fueron citados hasta el 22 de septiembre del 2003, la defensa pidió archivar el caso alegando que el delito había prescrito (habían pasado ya 5 años desde que se cometió). Durante los días 27 y 28 de noviembre, Alierta declara como imputado ante la juez sustituta Modesta Medina, en el juzgado de Instrucción número 32, y se niega a contestar a las preguntas del abogado de AUGE, José María Davó Escrivá. También declaran su esposa y sobrino.
El 13 de diciembre de 2002, el fiscal general del Estado, Jesús Cardenal, cree que Alierta no hizo uso de información privilegiada y atribuye a la Fiscalía Anticorrupción la competencia del caso. José Blanco, secretario general del principal partido de la oposición (PSOE), acusó al fiscal de "proteger de nuevo a los amigos de Aznar y del Gobierno de España" y anunció que pediría la comparecencia de Cardenal para que explicara por qué tomó la decisión de no proceder contra Alierta.
El 1 de junio de 2004, el presidente de Telefónica denuncia al juez del 'caso Tabacalera' acusándolo de fraude de ley procesal.
El 15 de julio de 2005, vuelve a denunciar esta vez a José María Davó Escrivá por un supuesto chantaje de 600.000€. Davó en cambio, pide para Alierta cinco años de prisión.
Nuevas pesquisas finalizaron el 4 de noviembre de 2005 con el archivo del caso por parte de la Audiencia Provincial de Madrid por prescripción.
En junio de 2007, el Tribunal Supremo anuló la decisión de la Audiencia Provincial, ratificando la presencia de indicios delictivos. Por ello, en marzo de 2009 se fija la fecha del nuevo juicio de César Alierta. La Fiscalía Anticorrupción pedía cuatro años y medio de cárcel para Alierta, y cuatro años para su sobrino. El juicio oral se celebró los días 14, 16, 21 y 22 de abril de 2009 por el tribunal de la Sección Séptima de la Audiencia Provincial de Madrid, presidido por la magistrada Manuela Carmena. El 14 de abril, la AUGE retiró su acusación, con lo que solo se mantiene la acusación de la Fiscalía Anticorrupción. El propio fiscal "desprestigió" a la asociación AUGE recordando en la sala "todos sabemos por qué AUGE se ha retirado, tras las declaraciones que su presidente hizo a un medio de comunicación". Se refería el fiscal a las declaraciones de José María Davó a la revista Época, donde confesaba que "esto se arregla en un restaurante madrileño, cuando Alierta ponga sobre la mesa equis millones de pesetas".
Mientras el fiscal, Alejandro Luzón, dijo que con la compraventa de acciones Alierta obtuvo un beneficio de 1,86 millones de euros, Alierta lo contradijo declarando que no había comprado acciones de Tabacalera ni directa ni indirectamente. Alierta habría aprovechado para su propio beneficio dos informaciones reservadas que no sólo conocían por razón de su cargo sino que dependían de él mismo: que Havatampa iba a comprar Tabacalera y que el precio del tabaco iba a subir. Lo cual, aumentaría la cotización de las acciones.
Finalmente, la Audiencia Provincial de Madrid, según la sentencia dictada el 17 de julio de 2009, consideró probado que el delito de uso de información privilegiada fue cometido y que entre Alierta y su sobrino Placer existió un "concierto común" para sacar provecho económico mediante el acopio de un considerable número de acciones de Tabacalera. No obstante, aceptó la prescripción del delito y absolvió a ambos de la acusación de utilización de información privilegiada. Aún habiendo sido absuelto, Alerta recurrió la sentencia por "lesionar sus derechos". Por otra parte, la Fiscalía Anticorrupción anunció que recurriría la absolución de Alierta pidiendo que se tenga en cuenta el momento de la presentación de la demanda y que se revise la no aplicación del tipo agravado en el delito, que aumenta de cinco a diez años el plazo de prescripción del delito.
De nuevo, el Supremo iba a revisar la sentencia del 'caso Tabacalera' el 30 de junio de 2010 pero tal día, los cinco magistrados que debían hacer la revisión decidieron elevarla a un pleno no jurisdiccional de la Sala Segunda del Tribunal Supremo para que estudiase la aplicación de la prescripción del delito. Por lo tanto, se aplaza de nuevo la sentencia, ya que se calcula que el pleno se celebre después de verano.